# Dungannon Swifts FC
Dungannon Swifts is een Noord-Ierse voetbalclub uit de stad Dungannon.
De club werd in 1949 opgericht en speelde aanvankelijk in de Mid-Ulster League tot 1972 toen naar de Irish B Division gepromoveerd werd. In 2003 schaarde de club zich voor het eerst bij de elite van de hoogste klasse en werd 4de in het 2de en 3de seizoen.
In 2007 bereikte de club voor het eerst de Finale van de Irish Cup en verloor van Linfield na strafschoppen en plaatste zich ook voor het eerst in hun historie voor Europees voetbal. In 2018 wonnen ze hun eerste prijs. Ze wonnen de Irish League Cup.

## Erelijst
- Irish Cup

Winnaar: 2025
Finalist: 2007
- Irish League Cup

2018

## Eindklasseringen
| 4 |

| 5 |

| 8 |

| 7 |

| 3 |

| 1 |

| 10 |

| 4 |

| 4 |

| 8 |

| 10 |

| 12 |

| 5 |

| 8 |

| 9 |

| 10 |

| 7 |

| 10 |

| 7 |

| 7 |

| 8 |

| 9 |

| 9 |

| 12 |

| 9 |

| 11 |

| 8 |

| 4 |

| NIFL Premiership | NIFL Championship | NIFL Premier Intermediate League |

De drie NIFL-divisies hebben in de loop der jaren diverse namen gekend, zie Northern Ireland football league system

## Seizoensresultaten vanaf 1998
| Seizoen | Competitie                  | Niveau | Eindstand | Irisch Cup | League Cup | Opmerking                                                     |
| ------- | --------------------------- | ------ | --------- | ---------- | ---------- | ------------------------------------------------------------- |
| 1997/98 | Irish League First Division | II     | 4         | R6         | R2         |                                                               |
| 1998/99 | Irish League First Division | II     | 5         | R5         | R1         |                                                               |
| 1999/00 | Irish League First Division | II     | 8         | 1/4F       | Vr         |                                                               |
| 2000/01 | Irish League First Division | II     | 7         | R6         | Vr         |                                                               |
| 2001/02 | Irish League First Division | II     | 3         | 1/4F       | Groep      |                                                               |
| 2002/03 | Irish League First Division | II     | 1         | R6         | Groep      | Winnaar Ulster Cup                                            |
| 2003/04 | Irish Premier League        | I      | 10        | R6         | Groep      |                                                               |
| 2004/05 | Irish Premier League        | I      | 4         | R6         | 1/4F       |                                                               |
| 2005/06 | Irish Premier League        | I      | 4         | R6         | 1/4F       | Winnaar Mid-Ulster Cup                                        |
| 2006/07 | Irish Premier League        | I      | 8         | F          | 1/4F       | Finale IC > Linfield FC: 2-2 (2-3 ns)                         |
| 2007/08 | Irish Premier League        | I      | 10        | R6         | 1/4F       |                                                               |
| 2008/09 | NIFL Premiership            | I      | 12        | R5         | R3         | P/D > Donegal Celtic: 1-2 (U)/1-0 (T); Winnaar Mid-Ulster Cup |
| 2009/10 | NIFL Premiership            | I      | 5         | R6         | 1/2F       |                                                               |
| 2010/11 | NIFL Premiership            | I      | 8         | 1/4F       | R3         |                                                               |
| 2011/12 | NIFL Premiership            | I      | 9         | 1/2F       | R3         |                                                               |
| 2012/13 | NIFL Premiership            | I      | 10        | R5         | R2         | Winnaar Mid-Ulster Cup                                        |
| 2013/14 | NIFL Premiership            | I      | 7         | 1/4F       | R3         | Winnaar Mid-Ulster Cup                                        |
| 2014/15 | NIFL Premiership            | I      | 10        | 1/4F       | 1/4F       | Winnaar Mid-Ulster Cup                                        |
| 2015/16 | NIFL Premiership            | I      | 7         | R6         | R3         | Winnaar Mid-Ulster Cup                                        |
| 2016/17 | NIFL Premiership            | I      | 7         | 1/2F       | 1/4F       | PO deelname Europa League > Ballymena United FC: 2-5 (U)      |
| 2017/18 | NIFL Premiership            | I      | 8         | R6         |            | Finale LC > Ballymena United FC: 3-1                          |
| 2018/19 | NIFL Premiership            | I      | 9         | 1/4F       | 1/2F       |                                                               |
| 2019/20 | NIFL Premiership            | I      | 9         | 1/4F       | R3         | Seizoen na 31 wedstrijden afgebroken vanwege Coronapandemie   |
| 2020/21 | NIFL Premiership            | I      | 12        | R2         | --         |                                                               |
| 2021/22 | NIFL Premiership            | I      | 9         | 1/4F       | R3         |                                                               |
| 2022/23 | NIFL Premiership            | I      | 11        | 1/2F       | 1/4F       | P/D > Annagh United FC: 1-2 (U)/2-0 (T)                       |
| 2023/24 | NIFL Premiership            | I      | 8         | R6         | 1/2F       |                                                               |
| 2024/25 | NIFL Premiership            | I      | 4         |            | 1/4F       | < Cliftonville FC: 1-1 (4-3 n.s.)                             |
| 2025/26 | NIFL Premiership            | I      | .         |            |            |                                                               |

## Dungannon Swifts in Europa
#Q = #kwalificatieronde, #R = #ronde, T/U = Thuis/Uit, W = Wedstrijd, PUC = punten UEFA coëfficiënten .
Uitslagen vanuit gezichtspunt Dungannon Swifts
| Seizoen | Competitie        | Ronde | Land                   | Club               | Totaalscore | 1e W    | 2e W         | PUC |
| ------- | ----------------- | ----- | ---------------------- | ------------------ | ----------- | ------- | ------------ | --- |
| 2006    | Intertoto Cup     | 1R    | Vlag van IJsland       | ÍB Keflavik        | 1-4         | 1-4 (U) | 0-0 (T)      | 0.0 |
| 2007/08 | UEFA Cup          | 1Q    | Vlag van Litouwen      | Sūduva Marijampolė | 1-4         | 1-0 (T) | 0-4 (U)      | 1.0 |
| 2025/26 | Conference League | 2Q    | Vlag van Liechtenstein | FC Vaduz           | 1-3         | 1-0 (U) | 0-3 (nv) (T) | 1.0 |

Totaal aantal punten voor UEFA coëfficiënten: 2.0
Zie ook
- Deelnemers UEFA-toernooien Noord-Ierland
- Ranglijst van alle clubs die in de diverse Europa Cups zijn uitgekomen